# Léon Legrand
Gille Joseph Léon Legrand (Miécret, 19 februari 1869 - Dinant, 19 maart 1963) was een Belgisch senator.

## Levensloop
Legrand was de zoon van een hoeveknecht. Hij volbracht de humaniora een het Collège Notre-Dame de la Paix in Namen en promoveerde tot doctor in de rechten (1890) aan de Katholieke Universiteit Leuven. Hij trouwde met Alberte Degraux.
Hij vestigde zich als advocaat in Dinant, tot hij substituut van de procureur des Konings werd. Tijdens de Eerste Wereldoorlog deed hij dienst als procureur des Konings in Dinant. Van 1920 tot 1927 was hij hoofdcommissaris bij de Rechtbank voor Oorlogsschade.
Van 1927 tot 1946 was hij gemeenteraadslid van Dinant.
In maart 1929 werd hij verkozen tot katholiek provinciaal senator voor de provincie Namen, in opvolging van de overleden Alberic de Pierpont Surmont de Volsberghe en vervulde dit mandaat tot begin 1946.
In het arrondissement Dinant stichtte hij, samen met dr. Cousot, de Ligue démocratique. Hij was ook voortrekker van de christendemocratie in het arrondissement, als jarenlange voorzitter van de Ligue des travailleurs chrétiens. Hij was ook zeer begaan om de gerechtelijke politie.
In de Senaat interesseerde hij zich voornamelijk voor sociale problemen. Hij was actief wat betreft de personenvennootschappen, de strijd tegen de valsmunterij, de bescherming van monumenten en landschappen, het in de steek laten van families, de herziening van artikel 333 van het stafwetboek, de vermindering van de tijdsduur bij verpachtingen, de strijd tegen het alcoholisme en de geheime jeneverstokerijen.
Hij was lid en voorzitter van de kerkfabriek van de collegiale kerk van Dinant. Hij was stichter van de coöperatieve vennootschap Les Ouvriers Réunis. Hij stichtte ook, binnen de Université populaire waar hij voorzitter van was, een beroepsschool en een handelsschool.
Samen met burgemeester Augustin Degraux, zijn schoonvader, met Henry de Frahan en anderen zetelde hij in de raad voor arbeiderswoningen en was er van 1892 tot 1911 secretaris.
Hij was ook voorzitter van de raad van bestuur van de vennootschap La véritable Dinanderie.
Tijdens de kiescampagnes hield hij redevoeringen in het Waals.
Zijn zoon George werd procureur des Konings in Namen en zijn schoonzoon ridder Jacques Bribosia voorzitter van de rechtbank van eerste aanleg in Hoei.